# 山根伸志
山根 伸志（やまね しんじ、1974年3月11日 - ）は、山陰放送（BSS）のアナウンサー（番組制作兼務）、野球選手。島根県浜田市生まれ、松江市育ち。

## 来歴・人物
島根県立松江南高等学校、鳥取大学工学部卒業。1997年BSSに入社。血液型はA型、星座はうお座。「山根 しんじ」という表記をすることが多い。野球と格闘技（特にプロレス）が好きである。パ・リーグは千葉ロッテマリーンズ、セ・リーグは広島東洋カープのファンである。また、自身も社会人野球チーム「鳥取Pear Kings」（休部中）の一員で背番号は44番。ただし仕事が多忙なこともあり、練習にはほとんど参加できていない。
2006年に結婚した。2006年12月31日～2007年1月1日放送の『年越ししんじないと倶楽部』にて、（実際はドッキリ企画ではあったものの）夫婦共演を果たした。
特技は歯笛とキーファー・サザーランド（の演じるジャック・バウアー）のモノマネ。前者は自身の番組内でのトークから、後者はネタコーナーで紹介されたネタをきっかけに、番組内で度々披露していた。
自身の番組での企画でギターを弾くことが出来るようになり、何度かバンドを結成し披露したことがある。
2009年9月12日に第一子が誕生したと自身が担当している番組で公表した。
現在は、人事異動によりテレビ総局のテレビ制作部にいるためラジオへの出演は皆無。
2024年3月に「生たまごBang!」のMCを卒業。最終回の放送にて、そのリニューアル版である「生たまごJOY!」のテレビプロデューサーを担当することを発表。

## 現在の担当番組

### ラジオ
- Mポイント - 不定期出演
- BSSニュース - 不定期出演

### テレビ
（特別番組も制作担当）
- 山陰ぐっジョブ - 制作担当
- THE TIME, - 現在は制作担当
- ラヴィット! - 現在は制作担当
- 生たまごJOY! - プロデューサー
- BSSニュース

## 過去の担当番組

### ラジオ
- ダイハツ 朝のドライブミニマップ[3]
- 自由ほんぽーおしゃべり本舗（2003年4月 - 2006年9月）
- 午後はドキドキ!（2021年4月 - 2022年9月）
- リエとしんじのまーぶるJungle・B
- 土曜noはちく
- 中四国ライブネット
  - 「山陰発 自由ほんぽーおしゃべり本舗まつり これが山陰だ！」（2005年11月5日）
  - 「山陰発 新春スペシャル 輝け！第1回 中四国自慢大賞」（2006年1月7日）
  - 「山陰発 温泉三昧!! クイズ三昧!!～女子アナも人肌　脱ぎました～」（2006年3月4日）
  - 「山陰発 夏を乗りきれ！絶品山陰グルメ」（2010年6月27日）
- しんじないと倶楽部（1999年4月 - 2011年10月2日)
- Monday Bookmark（月曜 20:00～21:00）
- 土曜亭らじおDON!（土曜 8:30～10:59,12:30～14:55）
- 因幡スピリット！
- 音楽の風車

### テレビ
- 山根伸志のほんわかサイト
- 笑劇的電音箱
- 生たまごBang!
- 山陰放送開局65周年記念番組「ガイドさんは外国人 フォーリンLOVE 山陰ツアーズ」（2019年10月13日、山陰放送、JNN中四国ブロック6局ネット番組）
- ととのう山陰 - 制作担当（出演自体は無し）